# Takahiro Yameda
Takahiro Yameda (japanska: 山田 隆弘), född den 9 juni 1964 i Tokushima, Japan, är en japansk gymnast.
Han tog OS-brons i lagmångkampen i samband med de olympiska gymnastiktävlingarna 1988 i Seoul.